# Йохманн, Карл Густав
Карл Густав Йохманн (нем. Carl Gustav Jochmann, 10 февраля 1789, Пернов — 24 июля 1830, Наумбург) — немецкий публицист. Юрист по образованию, жил преимущественно в Риге.
Основное сочинение — трактат «О речи» (нем. «Über die Sprache»; Гейдельберг, 1828), сопоставляющий политическое положение в Германии с состоянием немецкого языка и речевой (в том числе политической) культуры и сравнивающий то и другое с ситуацией в Англии и Франции.
Посмертно издана книга «К. G. Jochmann’s von Pernau Reliquien», содержащая ряд рассуждений, афоризмов и путевых заметок, связанных с Россией, Англией, Францией, Германией и Италией.